# ニコラ・ジョエル
ニコラ・ジョエル（フランス語：Nicolas Joel ないし Joël、1953年2月6日 - 2020年6月19日 )は、フランスのオペラ座支配人、オペラ演出家。
パリ生まれ。1990年から2009年にトゥールーズ市立劇場の総支配人、2009年から2014年にパリ・オペラ座の総支配人を務めた。フランス国外でもオペラの演出を手がけている。

## 経歴
パリで学業を修め、1973年から1978年にストラスブールのラン歌劇場（ライン・オペラ）の支配人アシスタントを務めた。1976年、バイロイト音楽祭百周年記念の「リング」公演では、演出家パトリス・シェローの助手を務めた。1979年、ライン・オペラとリヨン歌劇場の ワーグナー「ニーベルングの指環」で演出家のキャリアをスタートした。1981年、サンフランシスコ歌劇場ではシャーリー・ヴァーレットとプラシド・ドミンゴ主演の サン＝サーンス「サムソンとデリラ 」を、シカゴ・リリック・オペラではルチアーノ・パヴァロッティ主演の ヴェルディ「アイーダ」を手がけた。
1984年、2度目となる「リング」をヴィースバーデン・ヘッセン州立劇場で演出し、同年にはウィーン国立歌劇場で「アイーダ」を手がけた。この後、サンフランシスコ歌劇場でヴェルディ「エルナーニ」とワーグナー「パルジファル」。コペンハーゲンのデンマーク王立歌劇場でワーグナー「ローエングリン」。アムステルダム（オランダ国立歌劇場）とイェーテボリでチャイコフスキー「エフゲニー・オネーギン」、マスカーニ「カヴァレリア・ルスティカーナ」、レオンカヴァッロ「道化師」。チューリッヒ歌劇場でヴェルディ「リゴレット」、「椿姫」、「運命の力」。エッセンでR・シュトラウス「サロメ」。ブレーメン劇場でムソルグスキー「ボリス・ゴドゥノフ」、ヴィンチェンツォ・ベッリーニ「カプレーティとモンテッキ」を、それぞれ演出家として手がけた。ローザンヌのプッチーニ「トスカ」はジョゼ・ヴァン・ダムのスカルピア役としてのデビュー公演となった。
1994年、ミラノ・スカラ座に プッチーニ「つばめ」でデビューした。ロンドンのロイヤル・オペラではグノー「ロメオとジュリエット」を、ブエノスアイレスのコロン劇場ではビゼー「カルメン」を演出した。1996年、ニューヨークのメトロポリタン歌劇場に、パヴァロッティを主役に起用したジョルダーノ「アンドレア・シェニエ」でデビューした。1998年、パレルモ・マッシモ劇場の再開に際して「アイーダ」を手がけ、メトロポリタン歌劇場で「ランメルモールのルチア」を手がけた。1999年、スカラ座でマスネ「マノン」の新演出に起用された。
フランス国内での演出歴には次のものがある。ナンシーのロレーヌ国立歌劇場でのプッチーニ「トゥーランドット」、マスネ「タイス」。モンペリエ歌劇場のポンキエッリ「ラ・ジョコンダ」、ヴェルディ「シチリアの晩鐘」。パリ・オペラ座のドビュッシー「選ばれし乙女」（カンタータ作品）、 パーセル「ディドとエネアス」（ジェシー・ノーマンが出演）。トゥールーズの グノー「ファウスト」、マルセル・ランドスキ「モンセギュール」(Montségur)の世界初演。ライン・オペラとリヨン歌劇場の「アンドレア・シェニエ」。1992年、パリ・オペラ座で「仮面舞踏会」の新演出、1994年、ニース歌劇場のワーグナー「パルジファル」をそれぞれ手がけた。
1990年-2009年まで、トゥールーズ市立劇場の芸術監督を務めた。1996年、劇場のリニューアル再開に際しては、シャルパンティエ「ルイーズ」とマスネ「ウェルテル」を演出した。他にトゥールーズでの演出にはワーグナー「リング」、「ボリス・ゴドゥノフ」、「ルイーズ」、「ハムレット」がある。2004年10月、再度のリニューアルに際しては、 ヤナーチェク「イェヌーファ」の新演出を手がけた。
2000年代に入ってからフランス国外での主な経歴としては、2004年にウィーン国立歌劇場のR・シュトラウス「ダフネ」、2008年にメトロポリタン歌劇場のプッチーニ「つばめ」とウィーン国立歌劇場の「ファウスト」を手がけた。

### パリ・オペラ座
2009年から、ジェラール・モルティエの後任としてパリ・オペラ座の支配人を務めた。
2011年の観客数が約80万人に達し、座席占有率は94.1％で、前年よりも1.7％上昇した。2012年10月、翌年度の予算への不満から次のシーズンに契約更新しないことを表明。契約満了の2014年8月まで1年を残して2013年9月、退任した。後任はステファーヌ・リスネル。

## 顕彰
オペラの演出で「演劇・音楽批評賞」を2度受賞。1996年、 プーランク「カルメル派修道女の対話」で「クラシック音楽の勝利」賞(Victoires de la musique classique)の「ベストオペラ演出」部門に選出。
レジオンドヌール勲章では、2004年、シュヴァリエ（騎士）。2014年、オフィシエ（将校）。